# یواس‌اس تا-کیانگ (۱۸۶۲)
یواس‌اس تا-کیانگ (۱۸۶۲) (به انگلیسی: USS Ta-Kiang (1862)) یک کشتی بود که طول آن 154' 0" بود.